# 扬州高新技术产业开发区
扬州高新技术产业开发区是中华人民共和国江苏省扬州市邗江区下辖的一个类似乡级单位。

## 行政区划
下辖以下地区：
邗江工业园虚拟社区。